# Chariot (torpille pilotée)
Pour les articles homonymes, voir Chariot (homonymie).
Le chariot était un type particulier de sous-marin de poche développé pour la Royal Navy britannique pendant la Seconde Guerre mondiale.
Il s'agissait essentiellement d'une copie britannique de la Siluro a Lenta Corsa (torpille à tir lent) de la Regia Marina italienne, un engin d'assaut sous-marin conçu pour pénétrer dans les ports ennemis et permettre à deux opérateurs équipés d'appareils respiratoires autonomes d'appliquer des charges explosives sur la coque des navires au mouillage.
Entré en service à partir de juin 1942 à environ quatre-vingts unités et dans deux versions différentes, le Chariot a été employé dans diverses opérations des nageurs de combat britanniques contre des ports d'Europe et d'Asie du Sud-Est, pas toujours couronnées de succès, notamment en raison de la mise au point non optimale de l'engin. Certains Chariots prêtés par la Royal Navy ont été employés par l'unité Mariassalto de la marine cobelligérante italienne pour certaines actions à la fin du conflit.

## Histoire
Le Chariot a été inspiré par les opérations des commandos navals italiens, en particulier le raid du 19 décembre 1941 par les membres de la Decima Flottiglia MAS qui, à bord de torpilles humaines « Siluro a Lenta Corsa », (abrégé en SLC, plus connu sous le nom de « Maiale » (cochon)), ont pénétré dans le port d'Alexandrie et y ont placé des mines à patelle sur ou à proximité des cuirassés HMS Valiant (1914) et HMS Queen Elizabeth (1913) ainsi que d'un pétrolier de 8 000 tonnes, causant de graves dommages qui ont mis les deux cuirassés hors d'usage jusqu'en 1943 .
Le développement officiel du Chariot a commencé en avril 1942, principalement sous la direction de deux officiers du service des sous-marins de la Royal Navy : le capitaine de frégate (Commander) Geoffrey Sladen DSO*, DSC et le capitaine de corvette (Lieutenant Commander) William Richmond "Tiny" Fell CMG, CBE, DSC,.
L'entraînement des équipages était basé sur le navire de dépôt HMS Titania initialement stationné à Gosport et plus tard en Écosse à Loch Erisort (connu sous le nom de port « HZD »), Loch a' Choire (connu sous le nom de port "HHX") et Loch Cairnbawn (connu sous le nom de port « HHZ ») et sur le HMS Bonaventure dans la même région.

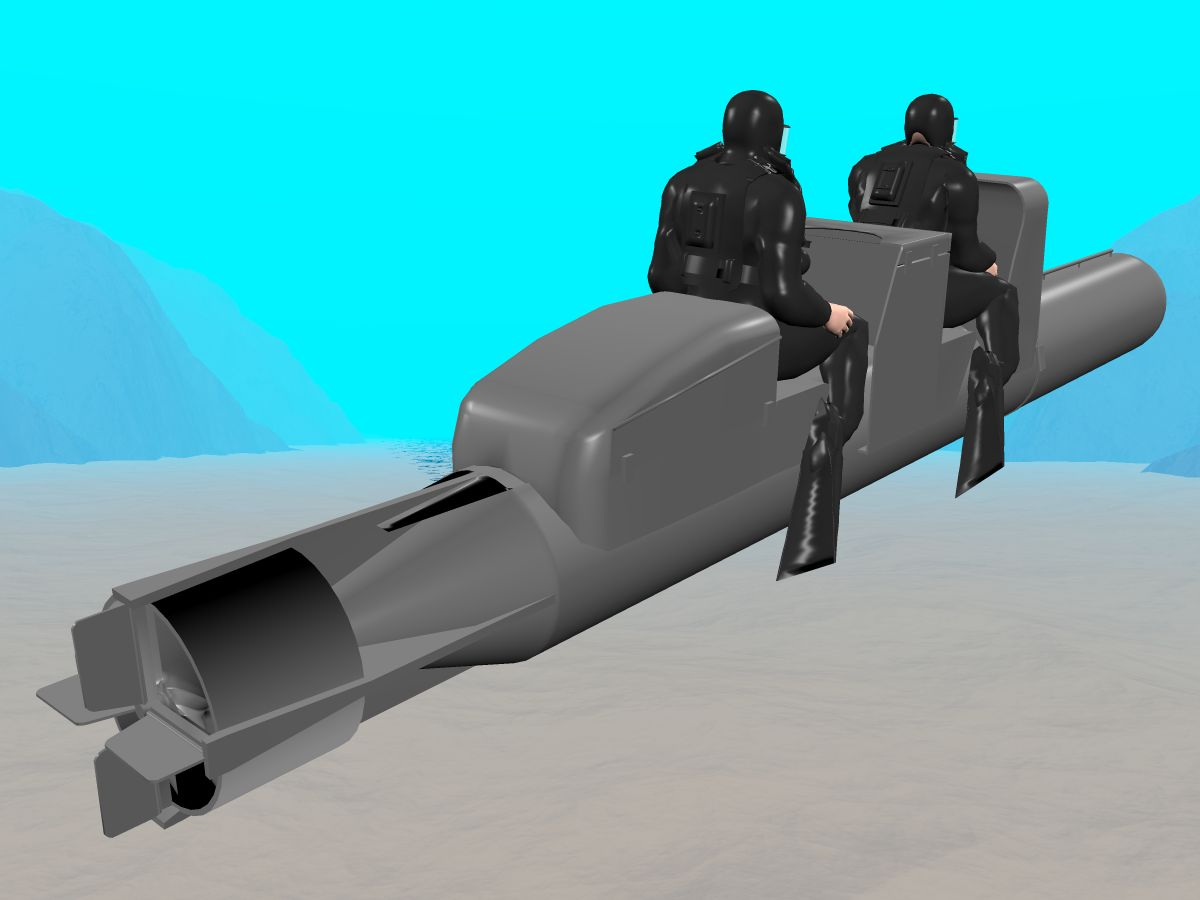
Schéma de deux hommes-grenouilles passant à l'action sur un Chariot Mk I, équipé de recycleurs UBA

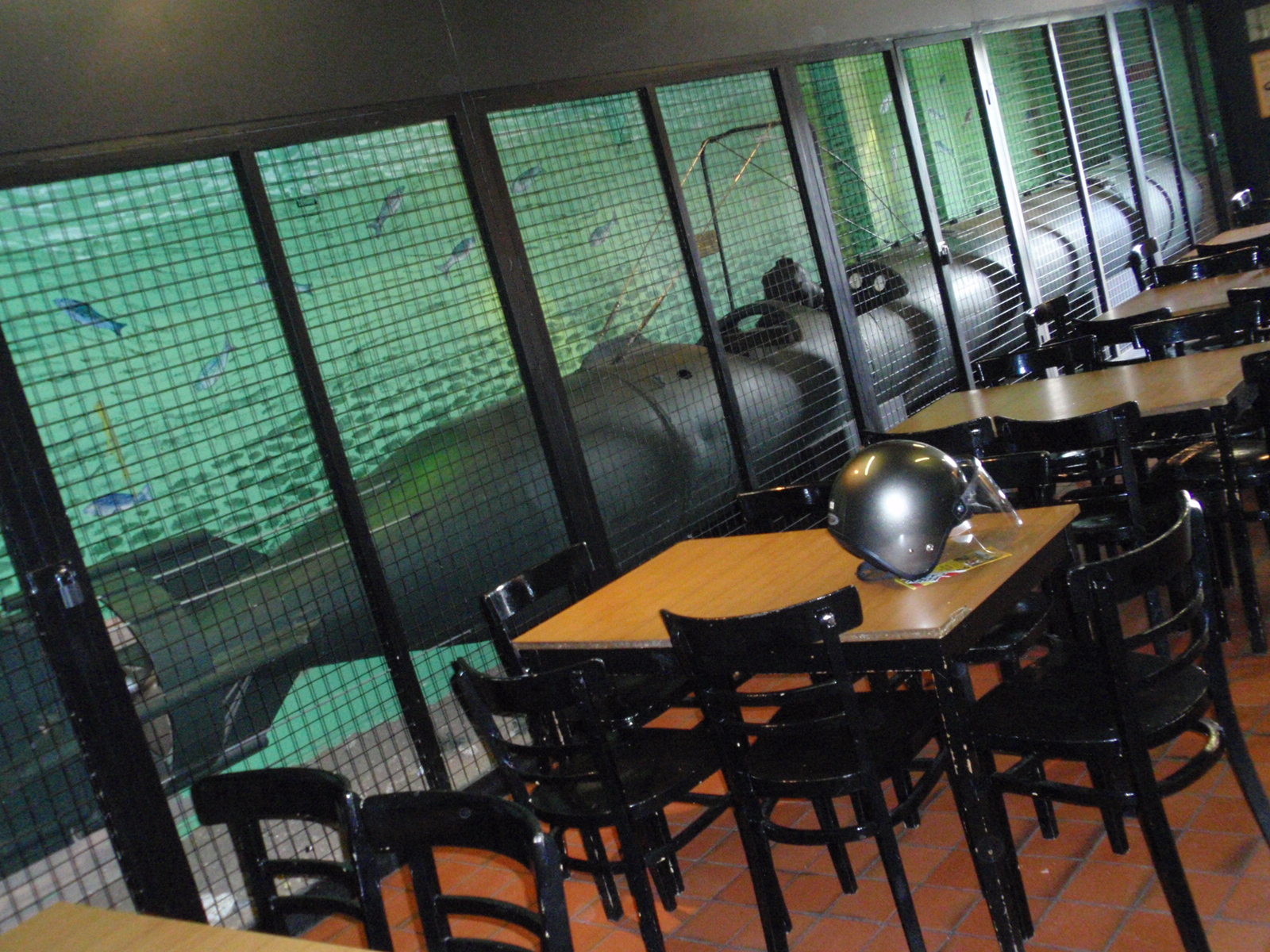
Chariot Mk II au Eden Camp Museum, UK. L'équipage du Mk II était assis dos à dos dans un cockpit fermé.

## Conception et utilisation prévue

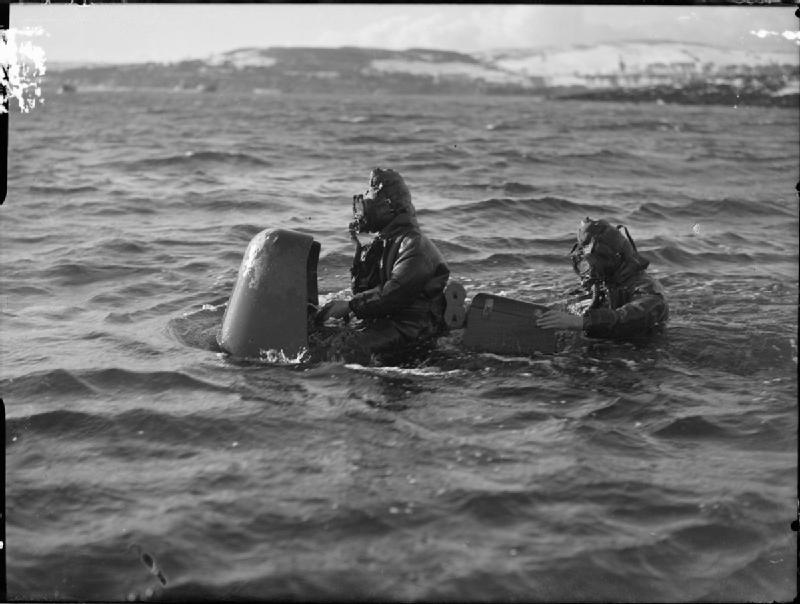
Chariot Mk 1 et équipage. 3 mars 1944, Rothesay.

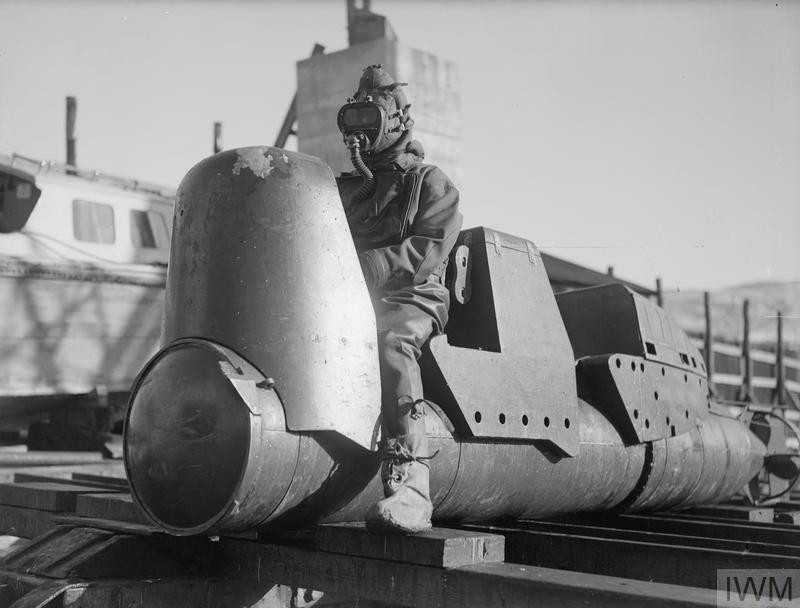
Nageur de combat portant une combinaison_étanche Sladen Suit sur un Chariot Mk.I (sans ogive), 3 mars 1944, Rothesay

### Modèles et spécifications
Deux modèles de Chariot ont été produits :
Chariot Mark I
Produit à partir de 1942, le Mark I mesurait 6,8 m de long, 0,9 m de large, 1,2 m de haut, pouvait atteindre une vitesse de 2,5 nœuds (4,6 km/h) et pesait 1,6 tonne. Sa profondeur de plongée maximale était de 27 m.Son moteur avait trois réglages : lent, moyen et plein. Sa vitesse maximale était d'environ 3,5 nœuds. Le moteur était alimenté par une batterie qui offrait une autonomie d'environ sept ou huit heures à 2,9 nœuds, selon le courant, etc. Sa poignée de commande avait la forme d'un stylet. L'ogive détachable contenait 270 kg de Torpex,. Trente-quatre Chariots Mk.I ont été fabriqués.
Chariot Mark II
Produit à partir du début de 1944, le Mark II mesurait 9,3 m de long, 0,8 m de diamètre, 1 m de hauteur maximale, pesait 2 400 kg, avait une vitesse maximale de 4,5 nœuds, une autonomie de 5 à 6 heures à pleine vitesse et avait deux nageurs de combat assis dos à dos. L'ogive du Mk.II contenait 540 kg d'explosifs, soit deux fois le poids de l'ogive du Mk I. Trente Chariots Mk.II ont été fabriqués.
Le MkII se distingue visuellement du Mk I par le fait que l'équipage était assis entièrement à l'intérieur de la coque, à l'exception de leur tête qui dépassait.
Les deux types ont été fabriqués par Stothert & Pitt, fabricants de grues à Bath dans le Somerset.

### Livraison à l'objectif
La portée limitée d'un Chariot signifiait qu'il devait être transporté relativement près de son objectif avant que son équipage puisse le conduire à la cible par ses propres moyens. L'ogive, qui était déclenchée par une minuterie, était détachée et laissée sur le navire ennemi. L'équipage tente alors de chevaucher le Chariot jusqu'à un rendez-vous avec un sous-marin ami,, ou est contraint d'abandonner le Chariot et de s'échapper par d'autres moyens.
La première tentative d'utilisation opérationnelle des Chariots a été l'opération Title. Deux Chariots ont été transportés en Norvège occupée en octobre 1942 à bord d'un bateau de pêche, le Arthur, avec pour objectif d'attaquer le cuirassé allemand Tirpitz dans le fjord de Trondheim. Afin d'éviter d'être détectés par les Allemands, les Chariots ont été remorqués sous le navire pendant une partie du trajet, mais les deux engins se sont détachés par mauvais temps et ont été perdus. Le déploiement ultérieur des Chariots a été effectué en transportant les engins à leur point de départ par sous-marin. Lors des premières tentatives, des tubes ont été installés sur le pont d'un sous-marin pour contenir les Chariots. Ces tubes mesuraient 7,36 mètres de long et avaient une hauteur extérieure de 1,62 mètre. Les Chariots étaient posés sur des bogies à roues à l'intérieur, attachés jusqu'à ce qu'ils en aient besoin. Dix tubes ont été construits en tout, trois ont été installés sur le HMS Trooper, deux sur le HMS P311 et le HMS Thunderbolt et un sur le HMS L23 et le HMS Saracen.
Plus tard dans la guerre, en raison des problèmes rencontrés avec cette méthode, les Chariots étaient plutôt fixés au pont du sous-marin à l'aide de cales.

## Succès opérationnels
On peut dire que les opérations britanniques avec les Chariots n'ont pas été aussi réussies que celles des Italiens. Néanmoins, parmi un certain nombre de défaillances techniques de l'équipement et de malchance, il y a eu quelques succès notables, qui sont présentés ci-dessous.

### Opération Principe: Attaque des navires dans le port de Palerme et de La Maddalena
Le 3 janvier 1943, plusieurs Chariots lancés par les sous-marinsHMS Thunderbolt et HMS Trooper attaquent et coulent le croiseur italien de Classe Capitani Romani, le Ulpio Traiano, dans le port de Palerme, et endommagent gravement le navire de transport de troupes italien, un ancien paquebot, le Viminale.
Six nageurs de combat ont été capturés et deux autres sont morts. Seul un Chariot, avec son équipage, a été récupéré. Rod Dove a reçu la Distinguished Service Order (DSO) pour sa participation au raid.
Au même moment, le HMS P311 devait attaquer des cibles à La Maddalena : le croiseur lourd italien Gorizia et Trieste. Le P311 n'est jamais revenu et on présume qu'il a heurté une mine.

### Opération Husky: Reconnaissance des plages
Les Chariots ne sont pas seulement utilisés pour les attaques contre les navires ennemis. En mai et juin 1943, la reconnaissance des plages de débarquement potentielles pour l'invasion alliée de la Sicile, l'opération Husky, a été effectuée en partie par des Chariots déployés depuis les sous-marins HMS Unseen et HMS Unrivalled,.

### Opération QWZ: Naufrage du Bolzano
Le 2 juin 1944, une opération conjointe britannique et italienne (c'est-à-dire après l'armistice du 8 septembre 1943 (Armistice de Cassibile)) est montée pour tenter d'empêcher l'armée allemande d'utiliser les croiseurs italiens Bolzano et Gorizia à La Spezia. Sur les deux Chariots lancés, l'un a commencé à fuir de son réservoir de flottaison, n'a pas pu être contrôlé et a été abandonné. L'autre a atteint le Bolzano et, avec l'aide des hommes-grenouilles italiens, a coulé le Bolzano.

### Opération secrète Ceylan 51: le port de Phuket
Les 28 et 29 octobre 1944, "la seule opération de Chariot britannique entièrement réussie" s'est produite lorsque deux équipages sur des Chariots Mk II, commandés par le Lieutenant Tony Eldridge (RNVR), ont été lancés depuis le sous-marin HMS Trenchant (commandé par le Lieutenant Commender Arthur "Baldy" Hezlet, RN) et ont coulé deux navires dans le port de Phuket, en Thaïlande, occupé par les Japonais.